# Mandevilla scabra
Mandevilla scabra är en oleanderväxtart som först beskrevs av Franz Georg Hoffmann, Johann Jakob Roemer och Schult., och fick sitt nu gällande namn av Julius Heinrich Karl Schumann. Mandevilla scabra ingår i släktet Mandevilla och familjen oleanderväxter. Inga underarter finns listade i Catalogue of Life.